# Alexia Bonatsos
Alexia Bonatsos, née Tsotsis, é um capital de risco e ex-co-editor do TechCrunch, um site de notícias sobre tecnologia. Em 2011, ela foi listada pela revista Forbes como uma das 30 melhores abaixo de 30 na categoria Mídia.

## Biografia
Alexia Tsotsis nasceu em 1982. Ela freqüentou a Universidade do Sul da Califórnia em Los Angeles, Califórnia, e depois trabalhou em Nova York por quatro anos tentando entrar no ramo da mídia, também participando de aulas na Universidade de Nova York. Ela então trabalhou na LA Weekly (em Los Angeles) e depois na SF Weekly (em San Francisco, Califórnia).
Em 2010, ela se juntou ao TechCrunch. Em 27 de fevereiro de 2012, Tsotsis se tornou co-editor do TechCrunch junto com Eric Eldon. Os dois substituíram Erick Schonfeld. Essa foi uma das últimas partidas que abalaram a publicação nos meses desde a partida de Michael Arrington no final de setembro de 2011.
Tsotsis foi nomeada no Forbes 30 Under 30 na categoria mídia em 2011. Em agosto de 2012, a Business Insider publicou uma visão detalhada de um dia na vida de Tsotsis em seu papel como co-editor do TechCrunch. Uma entrevista em vídeo de Tsotsis por David Prager foi transmitida na Revision3. Sua abordagem à cobertura de notícias também foi discutida em um artigo no site do Instituto Poynter.
Em 2015, ela deixou o TechCrunch para concluir um programa acelerado de mestrado em gerenciamento de 1 ano na Universidade de Stanford. Ela se casou com Niko Bonatsos, um capitalista de risco da General Catalyst, com quem cooperou para incentivar as empresas gregas de tecnologia em 2012.
No final de 2017 e início de 2018, agora usando o nome Bonatsos, ela fundou seu próprio fundo de capital de risco, chamado Dream Machine, com sede em San Francisco e investindo em empresas de tecnologia.